# Briggs (Mondkrater)
Briggs ist ein Einschlagkrater auf der nordwestlichen Mondvorderseite in der Ebene des Oceanus Procellarum, südlich des Kraters Lichtenberg und östlich von Russell.
Der Krater weist im Inneren ein ausgedehntes Bruchsystem auf.
| Buchstabe | Position           | Durchmesser | Link |
| --------- | ------------------ | ----------- | ---- |
| A         | 27,09° N, 73,76° W | 24 km       |      |
| B         | 28,15° N, 70,88° W | 25 km       |      |
| C         | 25° N, 66,92° W    | 6 km        |      |

Der Krater wurde 1935 von der IAU nach dem englischen Mathematiker Henry Briggs offiziell benannt.